# Monchy-le-Preux
Monchy-le-Preux é uma comuna francesa na região administrativa de Altos da França, no departamento de Pas-de-Calais. Estende-se por uma área de 9,26 km². Em 2010 a comuna tinha 687 habitantes (densidade: 74,2 hab./km²).